# Daniel Badale
Daniel Badale (n. 15.08.1969 Trușești) este considerat un actor născut pentru a-și trăi viața pe scenă. Descoperit de Dan Puric pe vremea când era elev la un liceu din Botoșani, Daniel Badale a reușit să uimească cu talentul său nativ până și pe cei mai mari actori ai țării.
Formație: Academia de Teatru și Film, București, promoția 1994, clasa profesor universitar Dem Rădulescu. 
Nominalizări și premii: 
- Premiul Național la Festivalul Comediei, Galați, pentru rolul Ivan Turbincă în 2006.
- Premiul pentru cel mai bun actor în rol principal în cadrul Festivalului Comediei Românești FESTCO, București, pentru rolul Ivan Turbincă, 2006,
- Nominalizat la Premiul pentru „cel mai bun actor”.

În stagiunea curentă joacă în: 
- Micul infern,
- Molto, gran' impressione,
- Omul cu mârțoaga,
- Visul unei nopți de vară.

## Roluri la TNB:
- Flămânzilă - "Visul unei nopți de vară" de William Shakespeare, regia Petrică Ionescu, 2015,
- Ordonanța - "Micul infern" de Mircea Ștefănescu, regia Mircea Cornișteanu, 2013,
- Chirică - "Omul cu mârțoaga" de George Ciprian, regia Anca Bradu, 2011,
- Barry Derrill - "S-a sfârșit cum a-nceput" de Sean O`Casey, regia Horațiu Mălăele, 2010,
- Ivan Turbincă - „Ivan Turbincă" după Ion Creangă, regia Ion Sapdaru, 2009,
- Damis - „Tartuffe" de Molière, regia Andrei Belgrader, 2009 ,
- Dansul - „Comedia norilor" după Aristofan, regia Dan Tudor, 2009,
- Dumitru - „Molto, gran' impressione" de Romulus Vulpescu, regia Dan Tudor, 2009,
- Eduard, prinț de Walles – „Eduard al III-lea” de William Shakespeare, regia Alexandru Tocilescu, 2008,
- Marcel - „Viața mea sexuală”, de Cornel George Popa, regia Sorin Militaru, 2007,
- Sache Dumitrescu - „Jocul ielelor” de Camil Petrescu, regia Claudiu Goga, 2007,
- Tom - „Menajeria de sticlă”, de Tennessee Williams, regia Cătălina Buzoianu, 2006.

Activități în afara TNB

### Roluri în teatru
- 1994 – 2002: Teatrul Mihai Eminescu, Botoșani
- 2002 – 2005: Teatrul de Păpuși Vasilache, Botoșani

- Volodea - „Dragă Elena Sergheevna” regia Petru Vutcărău, (Debut),
- One man show - „Spectacol fără titlu”, regie proprie,
- Iuda - „Iuda” de Leonid Andreev, regia Ion Sapdaru,
- Gufi - „Țara lui Gufi” de Matei Vișniec, regia Ion Sapdaru,
- Hamlet - „Hamlet” de William Shakespeare, regia Ion Sapdaru,
- Nae Girimea - „D`ale carnavalului” de I.L. Caragiale, regia Ion Sapdaru
- Miroiu - „Steaua fără nume” de Mihail Sebastian, regia Mihaela Săsărman
- Brutus - „De divinatione”, studiu după Cicero, regia Doina Zotinca
- Jakob Fugger - „Martin Luther”, regia Mihaela Săsărman,
- Nebunul, Șeful de secție - „Însemnările unui nebun” de Nicolai Vasilievici Gogol, regia Ion Sapdaru,
- Ițic - „Take, Ianke și Cadâr” de Victor Ioan Popa, regia Ion Bordeianu,
- Revizorul - „Revizorul” de Nikolai Vasilievici Gogol, regia Ion Bordeianu,
- Ivan Turbincă - „Ivan Turbincă” de Ion Creangă, regia Ion Sapdaru,
- Surugiul - „Ultimul Sutto” de Dumitru Crudu, regia Sandu Vasilache

## Filmografie
- A fost sau n-a fost? (2006) - profesorul
- Nebunul fricos - „Țăcăniții”, regia Gerard Cuq, 2002,
- Ghenovicescu - „Patul lui Procust”, regia Sergiu Prodan și Veronica Mesina, 2001,
- „Drumul câinelui”, regia Laurențiu Damian, 1991